# Małe Wyspy Sundajskie Wschodnie
Małe Wyspy Sundajskie Wschodnie (indonez. Nusa Tenggara Timur – NTT) – prowincja w Indonezji obejmująca wschodnią część archipelagu Małe Wyspy Sundajskie (granicę stanowi cieśnina Sape).
Powierzchnia 46 446,64 km²; prawie 5,5 mln mieszkańców (2022); stolica Kupang. Dzieli się na 1 okręg miejski i 15 dystryktów.
W skład prowincji wchodzi około 550 wysp, najważniejszymi są:
- Flores
- Sumba
- Komodo
- Sawu
- Roti
- Timor (w granicach prowincji znajduje się zachodnia część wyspy)
- Wyspy Alor
- Wyspy Solor

Jest to jedna z niewielu prowincji Indonezji, w której zdecydowanie przeważają chrześcijanie (w tym katolicy i protestanci, ponad 90% ludności); dlatego też stała się ona miejscem ucieczki chrześcijan z prowincji objętych zamieszkami na tle religijnym na początku XXI wieku (Moluki, Papua).
Najsłabiej rozwijająca się gospodarczo i ekonomicznie prowincja kraju, najwyższy poziom bezrobocia, inflacji. Ważną rolę odgrywa turystyka; poza tym rolnictwo (ryż, kukurydza, orzechy kokosowe, olej palmowy, kauczuk, kakao); rybołówstwo (tuńczyki, tilapie, krewetki, anchois); eksploatacja lasów (drewno sandałowe); wydobycie ropy naftowej, gazu ziemnego, rud cyny; przemysł spożywczy, drzewny; rzemiosło ludowe (ręcznie tkane materiały).
Główne miasta: Kupang, Ende, Waingapu, Maumere.

## Demografia
Według spisu powszechnego przeprowadzonego we wrześniu 2022 prowincję zamieszkiwało 5 466 285 osób. Spośród nich 2 733 236 stanowiły kobiety, a 2 733 049 mężczyźni. Gęstość zaludnienia w 2019 roku wynosiła 112 os./km².